# Qivitoq
Qivitoq - flykting i fjällen (grönländska/danska: Qivitoq - fjeldgængeren) är en grönländsk dramafilm från 1956 i regi av Erik Balling efter ett manus av Leck Fischer.

## Handling
Eva Nygaard reser oanmält till Grönland för att hälsa på sin pojkvän. Väl där upptäcker hon att han har träffat en annan och försöker omedelbart lämna ön, men nästa båt går inte förrän nästa vecka. Så Eva blir kvar på ön och lär känna Marius Mariboe, Pavia, Nuka, Naaja och de andra invånarna på Grönland.

## Rollista
- Poul Reichhardt — Jens Lauritzen, föreståndare
- Astrid Villaume — Eva Nygaard, lärarinna
- Gunnar Lauring — Marius Mariboe, koloniföreståndare
- Randi Michelsen — Marius fru
- Bjørn Watt Boolsen — Erik Halsøe, läkare
- Kirsten Rolffes — Kirsten Prage, sjuksköterska
- Niels Platou — Pavia, grönländsk jägare
- Dorthe Reimer — Naaja
- Justus Larsen — Nuka, Pavias lillebror
- Johanne Larsen — Cæcilie, Nuka och Pavias mor
- Edward Sivertsen — Zakarias

## Produktion
Filmen spelades in i Ilulissat och Saqqaq på Grönland under 5-6 veckor sommaren 1956. De dramatiska scenerna, där Jens, spelad av Poul Reichhardt, ger sig av för att hämta hem Pavia, spelades in på 6 dagar i Torssukataq isfjord i kajak, båt och till fots över glaciären.

## Mottagande
Filmen nominerades till en Oscar 1957 i kategorin "Foreign language film", vilket gör filmen till den första danska film som nominerats.